# Авл Вергиний Трикост Целиомонтан (консул 494 года до н. э.)
Авл Вергиний Трикост Целиомонтан (лат. Aulus Verginius Tricostus Caelimontanus; VI—V века до н. э.) — римский политический деятель, консул 494 года до н. э.
Авл Вергиний принадлежал к знатному патрицианскому роду. Возможно, его сыновьями были консул 469 года того же имени и консул 456 года Спурий Вергиний Трикост Целиомонтан.
Коллегой Авла Вергиния по консульству стал Тит Ветурий Гемин Цикурин. Консулы сразу столкнулись с недовольством плебеев, боровшихся за расширение своих прав, и не смогли стабилизировать ситуацию. Это привело сначала к избранию диктатора, а затем к первой сецессии плебеев. Тем не менее консулы командовали армией: Авл Вергиний во главе трёх легионов одержал победу над вольсками и взял город Велитры, куда была выведена колония.